# 伦纳特·卡尔
伦纳特·卡尔（德語：Lennart Karl，2008年2月22日—）是一位德国足球运动员，自2022年起加盟拜仁慕尼黑青训营，并代表各年龄组别的德国青年国家足球队参加国际比赛，于场上司职攻击中场。

## 俱乐部生涯
卡尔自幼曾先后在维多利亚阿沙芬堡与和睦法兰克福的青年队效力，直到2022年加入拜仁慕尼黑青训营。2024-25赛季，他首次参加德国U17青年联赛，在首阶段分组赛阶段出场14次，射入23球并有10次助攻；此后，他还在正赛阶段出场3次及射入4球。同时，凭借出色的表现，卡尔也以16岁之龄入选拜仁U19梯队并获得皇家马德里和阿贾克斯等顶级俱乐部的关注。在那里，他参加了3场欧洲青年联赛，并在德国U19青年联赛分组赛阶段出场6次及射入5球。2025年，卡尔又代表U19队（4月—5月）和U17队（6月）参加了两项德国青年联赛决赛圈，并随两队均晋级半决赛。
2025年4月4日，卡尔获时任主教练樊尚·孔帕尼首度提拔至拜仁慕尼黑一线队，在客场以3-1战胜奥格斯堡的德甲比赛中作为替补未出场。此后，他又再入选了两场德甲比赛以及对阵国际米兰的两场欧冠四分之一决赛的大名单，却同样未能获得出场机会。至同年6月15日，在拜仁于世界俱乐部杯分组赛以10-0大胜奥克兰城的比赛中，卡尔在半场结束后替补登场，完成职业生涯首秀。

## 国家队生涯
卡尔于2023年5月4日首次代表德国U15青年队出场，并立即攻入个人国际比赛首球。2023年9月，他首次入选德国U16青年队，共出场9次、射入5球。2024年9月4日，卡尔在对阵以色列的比赛中首次代表德国U17青年队亮相。他还参加了在阿尔巴尼亚举行的2025年欧洲U-17足球锦标赛，但德国U17未能从分组赛中晋级。

## 比赛风格
卡尔是一位左脚攻击中场，司职10号位，游走于前锋身后，掌控着进攻三区。他经常远射破门。凭借其出色的控球智慧和可观的进球贡献，卡尔不时被拿来与托马斯·穆勒、和巴斯蒂安·施魏因斯泰格等名宿相提并论。